# Espècie invasora

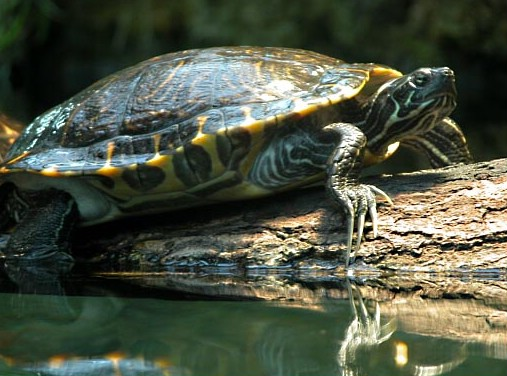
Una espècie invasora, la tortuga de Florida, que ha arraconat la tortuga d'estany (Emys orbicularis) autòctona.

Una espècie invasora o invasiva és una espècie viva que esdevé un agent de pertorbació nociu en el marc de la biodiversitat autòctona o global a nivell del planeta. La introducció d'espècies al·lòctones és una de les causes d'extinció lligades a l'activitat humana pel que es coneix com a efecte cascada. L'eliminació de depredadors també pot fer que una espècie autòctona esdevingui invasora. Els fenòmens d'invasió biològica han estat catalogats com la segona causa de regressió de la biodiversitat al nostre planeta, després de la destrucció dels hàbitats. Altres causes que afecten negativament la biodiversitat són la contaminació, la fragmentació dels ecosistemes i la sobreexplotació de certes espècies. Una entrada d'espècies invasores pot aturar el procés dominant natural de formació d'espècies i provocar episodis d'extinció massiva, segons la comparació feta amb el col·lapse de la vida marina que va passar fa uns 375 milions d'anys.

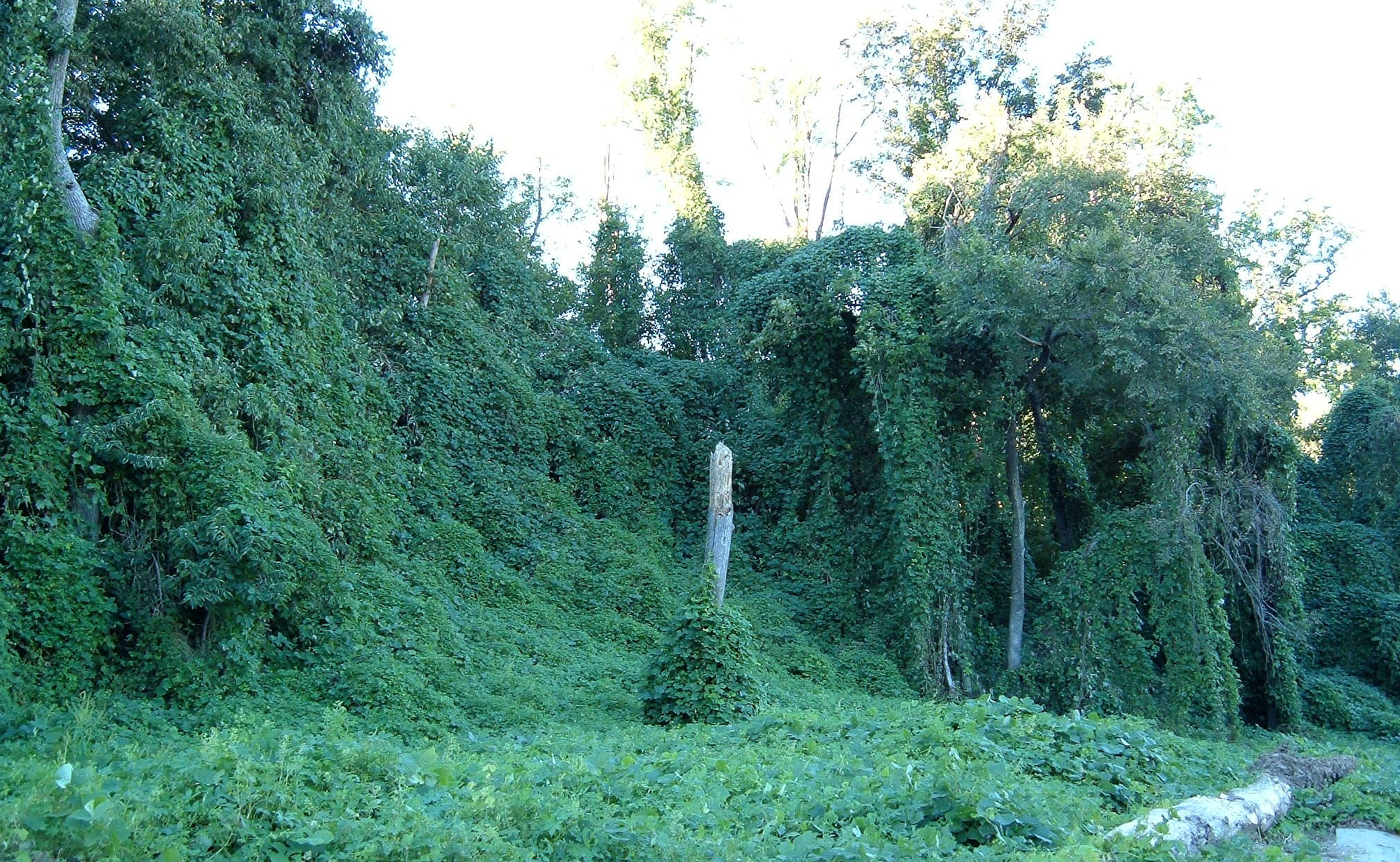
El kudzu (Pueraria lobata), una planta invasora provinent del Japó i la Xina que s'ha estès arreu del planeta.

Generalment, es qualifica d'"espècie invasora" una espècie, subespècie o qualsevol entitat d'un nivell taxonòmic inferior que es troba a l'exterior del seu hàbitat original o de la seva àrea de dispersió potencial. Això, normalment es refereix al fet que està fora de la zona geogràfica ocupada naturalment per l'espècie en qüestió sense intervenció humana. Com que el terme no es refereix mai a un individu, sinó a grups d'individus, és més apropiat parlar, en realitat, de "poblacions invasores".
No totes les espècies o poblacions que es troben fora de la seva àrea de distribució natural són espècies invasores. Generalment, només es consideren invasores en el cas que representin una amenaça per als ecosistemes autòctons.

## Exemples

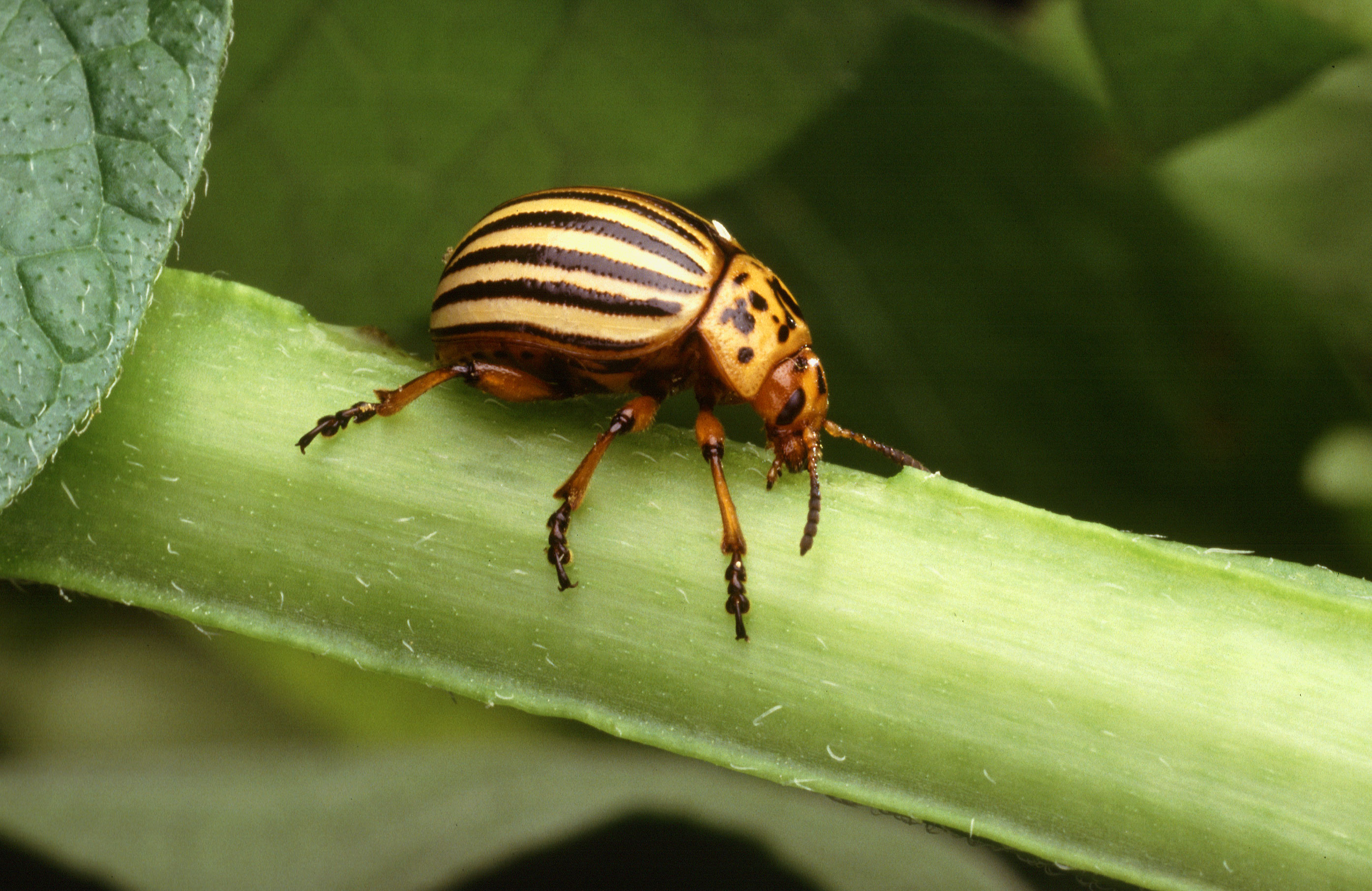
L'escarabat de la patata (Leptinotarsa decemlineata), provinent dels Estats Units, que va provocar grans danys en el cultiu de la patata. Al, la seva arribada a Irlanda va causar una crisi alimentària i econòmica tan greu que va provocar una emigració massiva de població irlandesa cap a altres regions, especialment els Estats Units.

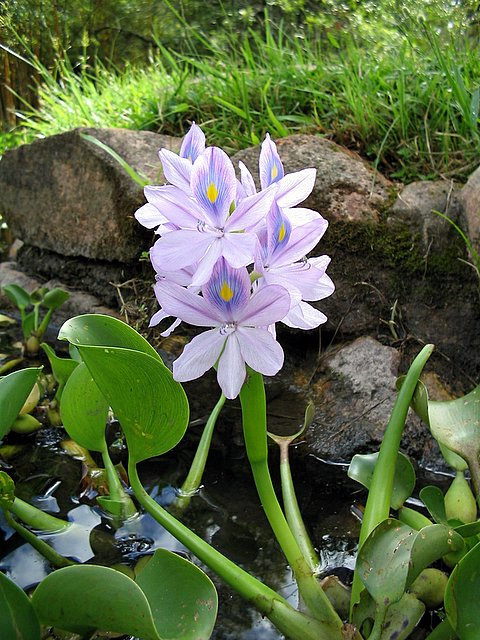
Eichhornia crassipes

- El peix sol, (Lepomis gibbosus), depredador molt voraç provinent de l'Amèrica del Nord. Va ser introduït als Països Catalans a principis del segle xx, concretament al llac de Banyoles, juntament amb altres espècies.[4][5] A causa de la seva agressivitat, ha arraconat i gairebé extingit el barb cua-roig (Barbus haasi). També depreda les larves d'amfibis com el tòtil (Alytes obstetricans), el tritó palmat (Lissotriton helveticus) i la granota verda (Rana perezi).
- La fil·loxera (Dactylosphaera vitifoliae), petit insecte originari d'Amèrica que va provocar l'ensorrament del mode de vida de molts agricultors en destruir les seves vinyes i va generar un flux migratori del camp a la ciutat. Cap a finals del segle xix i a inicis del XX, la fil·loxera va causar una plaga que va fer desaparèixer una gran part de les vinyes catalanes.[6]
- El musclo zebrat (Dreissena polymorpha), un mol·lusc bivalve originari de la mar Càspia.[7]
- El jacint d'aigua (Eichhornia crassipes), planta aquàtica flotant que s'ha estès arreu dels tròpics i ha bloquejat rius i canals fins a esdevenir un obstacle per a la navegació fluvial.[8]
- Reynoutria japonica (antigament Fallopia japonica), introduïda com a planta decorativa, oprimeix les plantes indígenes i, a causa de l'absència d'enemics naturals i dels seus rizomes fortíssims, és molt difícil d'erradicar.[9]
- El cranc de riu americà (Procambarus clarkii), cranc d'introducció recent que s'ha estès de manera molt ràpida pels Països Catalans i ha arraconat el cranc de riu.[10]
- El mosquit tigre (Aedes albopictus), un mosquit que s'ha estès per multitud de països de cinc continents.[11]
- La ginesta d'escombres o gódua (Cytisus scoparius), un arbust que en alguns llocs ha arraconat severament les espècies de flora local.[12]
- Spartina alterniflora, una espècie de planta herbàcia d'origen nord-americà que prolifera als aiguamolls.[13]
- La llentilla d'aigua, una espècie flotant molt petita de la família de les lemnàcies.[14]
- Lantana camara i altres espècies del gènere Lantana, que varen ser introduïdes com a plantes de jardí a la zona de la regió mediterrània. Amb el pas del temps, hi ha mates de lantana que s'han tornat feréstegues i han format bardisses molt resistents i difícils d'eliminar.[15]
- L'escarabat de la patata (Leptinotarsa decemlineata), d'origen nord-americà. Va causar una sèrie de plagues greus als camps de patates a mitjans del segle xx. Durant la Segona Guerra Mundial, el govern de l'Alemanya nazi va utilitzar aquest escarabat amb fins propagandístics, afirmant que havia estat llençat des dels avions de la Força Aèria dels Estats Units d'Amèrica (USAF) amb l'objectiu de destruir l'agricultura d'Europa. Aquesta propaganda negativa va continuar durant la guerra freda, quan des de l'URSS i els seus satèl·lits es va propagar la mateixa història.[16]
- La llampresa de mar o ferratimó (Petromyzon marinus), que als Grans Llacs nord-americans es considera una espècie invasora. Va començar a envair la zona a principis del segle XX entrant pels canals artificials que es varen construir per facilitar la navegació. Les llampreses de mar varen proliferar a l'aigua dolça i freda dels Grans Llacs d'Amèrica del Nord i varen amenaçar les poblacions de peixos locals, especialment Salvelinus namaycush, de gran valor comercial.[17]
- El cargol poma tacat (Pomacea maculada), un cargol sud-americà estès a altres parts del món i trobat des del juny del 2009 al delta de l'Ebre, on s'alimenta de brots tendres d'arròs.[18]

## Mesures legals
En aplicació del Conveni de les Nacions Unides sobre la biodiversitat, ratificat per l'Estat Espanyol el 1993, i de diverses directives europees, el Govern d'Espanya va publicar el Catàleg espanyol d'espècies invasores exòtiques l'11 de desembre de 2011 per Reial Decret. El decret prohibeix la introducció en el medi natural de qualsevol espècie invasora a tot el territori de l'estat i prohibeix la possessió, el transport, el tràfic i el comerç d'exemplars vius o morts, de restes o de propàguls. Només per raons d'investigació, salut i seguretat de persones, l'administració pot decidir fer excepcions. El decret també estipula l'estratègia de prevenció i d'erradicació, i les sancions en cas de contravenció. Altres països de la Unió Europea han pres mesures semblants.